# 吉村公三郎
吉村公三郎（1911年9月9日—2000年11月27日）是一位日本電影導演，活躍於昭和時代，生涯執導超過60部電影。

## 生平
吉村公三郎於滋賀縣大津市出生。吉村家經營同縣坂田郡山東町中山道脇本陣。父親吉村平造是大阪朝日新聞社政治記者、歷任保險公司、大阪市副市町村長、第11代廣島市長（在任1915年1月～1916年12月），因此吉村2歲開始居住於京都市下京區，吉村4歳時移居廣島市大手町。
11歳至12歳期間，吉村公三郎於東京向島生活。之後因為關東大地震，吉村移居滋賀縣山東町。1924年，吉村於進入岐阜縣立大垣中学（現在的岐阜縣立大垣北高校），但是在中學4年級時退学。之後轉入東京私立日本中學（現在的日本學園高校），隔年順利畢業。
1929年，吉村公三郎於松竹蒲田撮影所擔任助手見習。入社後、吉村曾擔任島津保次郎、五所平之助、豐田四郎、成瀨巳喜男助理導演。1939年，吉村拍攝處女作《女こそ家を守れ》。吉村之後與高峰三枝子、原節子、京町子等女演員合作，因此被稱為「女性電影巨匠」。1943年10月，吉村公三郎因為受到政府徵招而入伍，擔任機關槍隊的小隊長，前往南方戰線。
1947年，吉村返回日本拍攝《安城家的舞會》，獲得許多正面評價，而他以後許多作品都是由新藤兼人編寫腳本。1950年，吉村與新藤兼人設立近代電影協会，作品主要由大映製作。1951年，吉村以《偽れる盛装》獲得每日電影獎最佳導演獎，岸惠子於當年加入松竹大船撮影所。昭和40年代，吉村公三郎與山本富士子、京町子合作《夜之河》與《夜之蝶》等女性電影，並且與脚本家田中澄江合作。
1963年，吉村公三郎腦出血。1972年，吉村整個胃需要摘除，體力大不如前。1974年，三國連太郎主演之《襤褸之旗》為吉村公三郎最後執導之電影。1976年，吉村獲得紫綬褒章。1982年，吉村獲得勲四等旭日小綬章。1985年，電影導演牛原虚彦去世，吉村擔任葬儀委員長。1994年，新藤兼人的妻子乙羽信子去世後，吉村再度擔任葬儀委員長。
2000年11月27日，吉村公三郎因急性心衰竭去世，終年89歲。

## 家族
吉村公三郎長兄為文学家吉村正一郎。吉村公三郎育有4個小孩、長男為NHK解説委員吉村秀實。

## 作品
- 《暖流 前篇 啓子の巻》 （松竹大船、1939年12月1日上映）
- 《暖流 後篇 ぎんの巻》 （松竹大船、1939年12月1日上映）
- 《西住戦車長伝》[11]
- 《敵機空襲》 （松竹大船、1943年4月1日上映）
- 《間諜未だ死せず》[12]
- 《安城家舞會》（1947年）
- 《偽れる盛装》（1950年）
- 《戦火の果て》（1950年）
- 《源氏物語》 （大映京都、1951年11月2日上映）
- 《夜明け前》（1953年）
- 《夜之河》（1956年）
- 《大阪物語》 (大映京都、1957年3月3日上映)
- 《夜之蝶》（1957年）
- 《女経第三話恋を忘れていた女》 （大映東京、1960年1月14日上映）
- 《その夜は忘れない》（1962年）

## 著作
- 映画の技術と見方 至文堂 1952 (学生教養新書)
- あの人この人 協同企画出版部 1967
- 映画のいのち 私の戦後史 玉川大学出版部 1976 (玉川選書)
- 読書の愉しみ 玉川大学出版部 1977.6 (玉川選書)
- 京の路地裏 読売新聞社 1978.3  のち岩波同時代ライブラリー、岩波現代文庫
- 青春の読書 玉川大学出版部 1978.12 (玉川選書)
- 映像の演出 岩波新書 1979.9
- キネマの時代 監督修業物語 共同通信社 1985.6
- わが映画黄金時代 ノーベル書房 1993.11
- 味の歳時記 岩波書店・同時代ライブラリー 1995.11

## 文獻
- 『京の路地裏』岩波現代文庫 　2006年
- 『映画は枠（フレーム）だ!　吉村公三郎人と作品』 同朋舎　2001年
- 『キネマの時代　監督修業物語』共同通信社　1985年
- 『映像の演出』　岩波新書、1979年

## 外部連結
- 日本映画データベース （页面存档备份，存于）